# Boljun
Boljun (stariji hrv. čak. Bolun) selo je u općini Lupoglav, u Istri. Izgrađen je na omanjem brijegu na Boljunskom polju, nedaleko Vranje. Boljun je gradić čija povijest počinje pretpovjesnom gradinom.

## Stanovništvo
Po popisu iz 2001. u selu je živjelo 73 stanovnika. Na svom vrhuncu je bio od 15. do 17. stoljeća, s vlastitim sucima, županima i zakonima, i oko 130 obitelji.
| broj stanovnika | 759   | 785   | 538   | 461   | 448   | 426   | 723   | 708   | 316   | 193   | 170   | 123   | 106   | 84    | 73    | 82    | 64    |
|                 | 1857. | 1869. | 1880. | 1890. | 1900. | 1910. | 1921. | 1931. | 1948. | 1953. | 1961. | 1971. | 1981. | 1991. | 2001. | 2011. | 2021. |

## Spomenici i znamenitosti
Stari kaštel iznad Boljunčice, odakle se pruža pogled na masiv Učke.

## Galerija
- Gradić Boljun
- Zidine starog kaštela
- Unutašnjost kaštela Boljun